# 尼奧爾金科縣

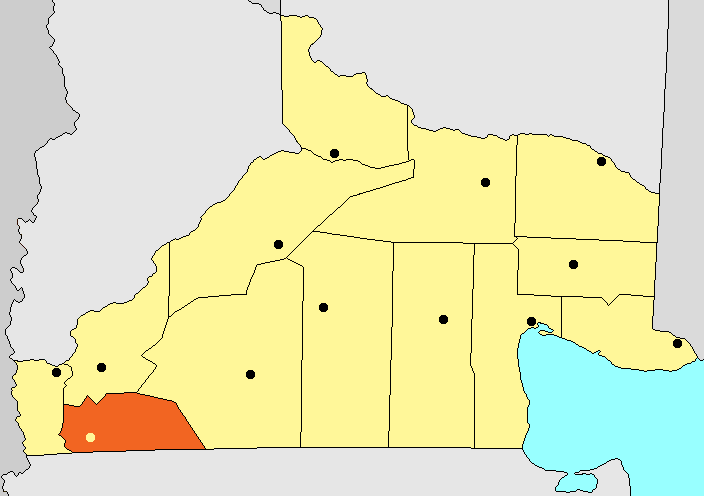

尼奧爾金科縣（西班牙語：Departamento Ñorquincó），是阿根廷的縣份，位於該國中部內格羅河省，首府是尼奧爾金科，面積8,413平方公里，2010年人口1,736，人口密度每平方公里0.2人。